# ستيفن ولدريدج
ستيفن ولدريدج (بالإنجليزية: Stephen Wooldridge) (مواليد 17 أكتوبر 1977 في سيدني - 15 أغسطس 2017)، هو دراج أسترالي في صنف سباق الدراجات على الطريق وعلى المضمار. شارك في دورة الألعاب الأولمبية الصيفية وفاز بميدالية أولمبية. حقق أيضا ميدالية في دورة ألعاب الكومنولث. تُوفي يوم 15 أغسطس 2017 قبيل بلوغه عامه الأربعين بقليل.

## الميداليات
| الميدالية | المسابقة                               |
| --------- | -------------------------------------- |
| ذهبية     | سباق الدرجات الهوائية في أولمبياد 2004 |
| فضية      | دورة ألعاب الكومنولث 2006              |
| ذهبية     | بطولة العالم للدراجات على المضمار 2002 |
| ذهبية     | بطولة العالم للدراجات على المضمار 2003 |
| ذهبية     | بطولة العالم للدراجات على المضمار 2004 |
| ذهبية     | بطولة العالم للدراجات على المضمار 2006 |
| برونزية   | بطولة العالم للدراجات على المضمار 2005 |

## روابط خارجية
- ستيفن ولدريدج على موقع الاتحاد الدولي للدراجات (الإنجليزية)
- ستيفن ولدريدج على موقع أرشيف الدراجات (الإنجليزية)
- ستيفن ولدريدج على موقع إحصائيات الدراجات الإحترافية (الإنجليزية)
- ستيفن ولدريدج على موقع اللجنة الأولمبية الدولية (الإنجليزية)
- ستيفن ولدريدج على موقع أوليمبيديا (الإنجليزية)
- ستيفن ولدريدج على موقع اللجنة الأولمبية الأسترالية (الإنجليزية)
- ستيفن ولدريدج على موقع اتحاد ألعاب الكومنولث (مؤرشف) (الإنجليزية)
- ستيفن ولدريدج على موقع دورة ألعاب الكومنولث 2006 (مؤرشف) (الإنجليزية)